# Jerzy Adamkiewicz
Jerzy Albert Adamkiewicz (ur. 10 czerwca 1881 w Krakowie, zm. 2 kwietnia 1958 w Montrealu) – polski prawnik, dyplomata, urzędnik konsularny.

## Życiorys
Urodził się w rodzinie żydowskiej Alberta i Kazimiery z Reychmanów (1858–1926). Gdy miał 7 lat, jego rodzice dokonali konwersji na katolicyzm w roku 1888. Ukończył studia prawnicze na Uniwersytecie Jagiellońskim, uzupełnione doktoratem na uniwersytecie w Grazu i dyplomem wiedeńskiej Akademii Konsularnej. Od 25 lutego 1919 w polskiej służbie zagranicznej, pełnił funkcje: prac. Ministerstwa Spraw Zagranicznych (1919–1920), prac. Prezydium Rady Ministrów (1920), ponownie w MSZ (1920–1921), prac./sekr. poselstwa w Londynie (1921–1923), kier. konsulatu w Jerozolimie (1923–1924), prac. MSZ (1924–1927), konsula gen. w Lipsku (1927–1931), w Montrealu (1931–1933), i w Ottawie (1933–1936). Po powrocie do kraju pracował jako radca prawny Izby Handlowo-Przemysłowej w Gdyni (1936) i specjalista ds. rynków eksportowych w Polskiej Konwencji Węglowej w Katowicach.
W czasie II wojny światowej kierował służbą radioodbiorczą w polskim Ministerstwie Informacji w Londynie. Pozostał na emigracji po 1945, początkowo w Wielkiej Brytanii, a od 1948 w Kanadzie. Wykładał na Uniwersytet Dalhousie w Halifaxie i na St. Francis Xavier University w Antigonish w Nowej Szkocji oraz w Ośrodku Studiów Słowiańskich na uniwersytecie w Montrealu. Był autorem artykułów naukowych, przełożył na język francuski książkę ks. kard. Stefana Wyszyńskiego L'Esprit du travail. Przed 1939 opublikował pracę Rolnictwo w gospodarce powojennych Niemiec.
Miał syna Wincentego Witolda (1920–1996).
Zmarł w Montrealu, Pochowany w grobie rodzinnym na Saint-Sauveur Cemetery in Quebec’s Laurentians.

## Ordery i odznaczenia
- Krzyż Oficerski Orderu Odrodzenia Polski (9 listopada 1932)[7]
- Złoty Krzyż Zasługi[8]
- Medal Dziesięciolecia Odzyskanej Niepodległości[1]
- Order Korony Żelaznej (Austria)
- Medal Srebrnego Jubileuszu Króla Jerzego V (Wielka Brytania)